# Sam Haskins
Sam Haskins (11 de noviembre de 1926-26 de noviembre de 2009) fue un fotógrafo sudafricano que tuvo mucho éxito en la década de 1960.
Estudió primero en el Witwatersrand Technical College de Johannesburgo y después hizo cursos de fotografía en la Bolt Court School de Londres. Entre 1952 y 1968 estuvo trabajando como diseñador y fotógrafo freelance en Johannesburgo.
Su primera exposición la realizó en 1953 y su primer libro, titulado Five Girls, lo publicó en 1962. Su segundo libro de título Cowboy Kate and Other Stories le supuso conseguir el premio Nadar en 1966. Posteriormente publicó African Images y November Girl y en 1968 abrió un estudio fotográfico en Londres. En 1972 apareció su libro Haskins Poster y en 1980 recibió el Premio Kodak al mejor libro del año por Photo Graphics. En 2008 publicó Sweethearts y su último libro fue Fashion Etcetera publicado en 2009.
Sus fotografías de desnudos en blanco y negro alcanzaron gran éxito en los años sesenta y a partir de 1971 también realizó desnudos en color.
Los últimos años de su vida los pasó en Australia donde falleció.